# Hibiscus quattenensis
Hibiscus quattenensis é uma espécie de angiospérmica da família das Malvaceae.
Apenas pode ser encontrada no Iémen.
Os seus habitats naturais são: matagal árido tropical ou subtropical.